# マイノット (ノースダコタ州)
マイノット（英: Minot、[ˈmaɪnɒt] |MYE|not|）は、アメリカ合衆国ノースダコタ州の都市。ウォード郡の郡庁所在地である。人口は4万8377人（2020年）で、州内で4番目に人口の多い都市である。都市圏はカナダのマニトバ州南部およびサスカチュワン州南東部に及ぶ。グレート・ノーザン鉄道が建設されていた1886年に設立され、「魔法の都市」とも呼ばれている。

## 歴史

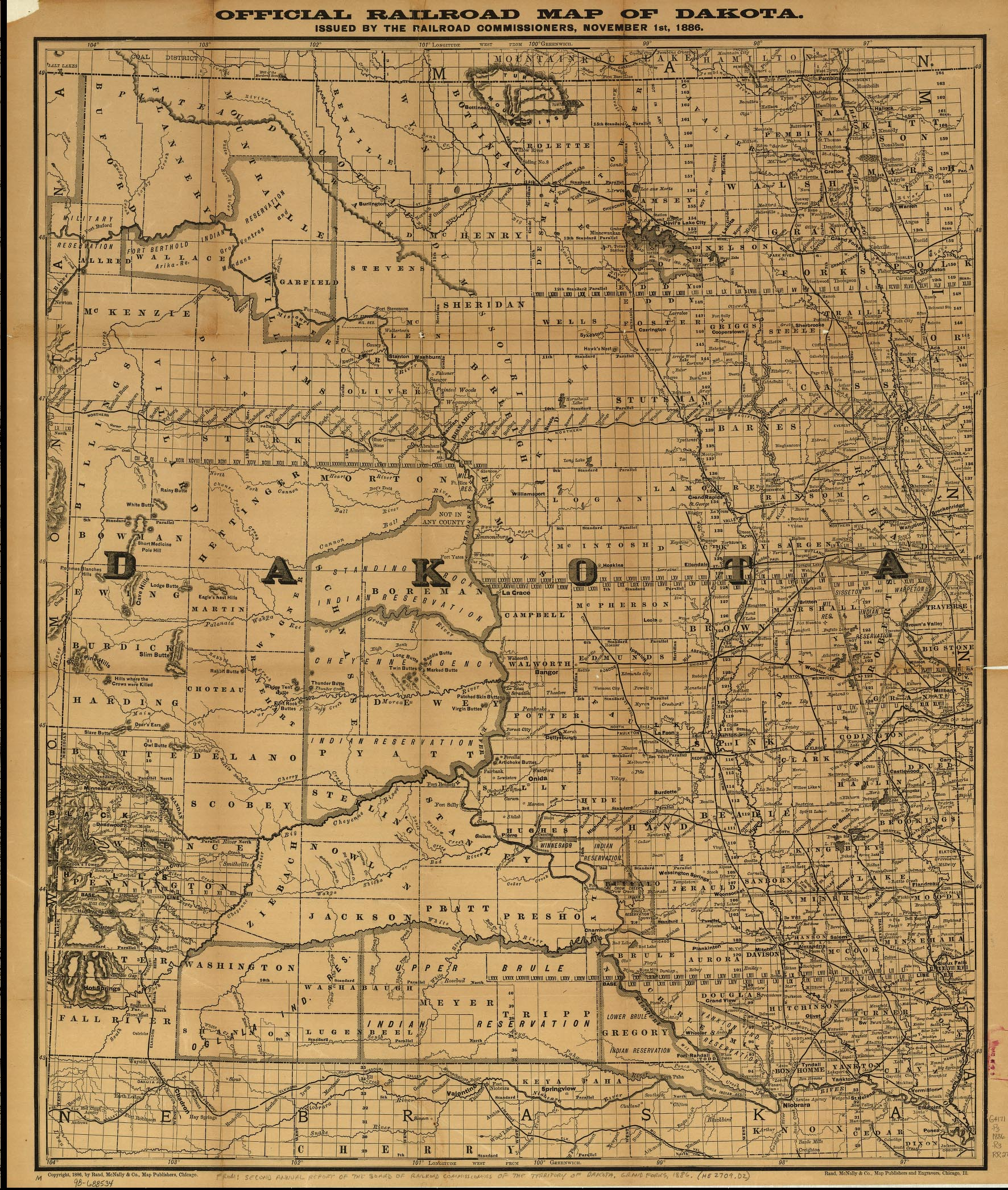
1886年頃のダコタ準州、バーリントンとマイノットが表示されている

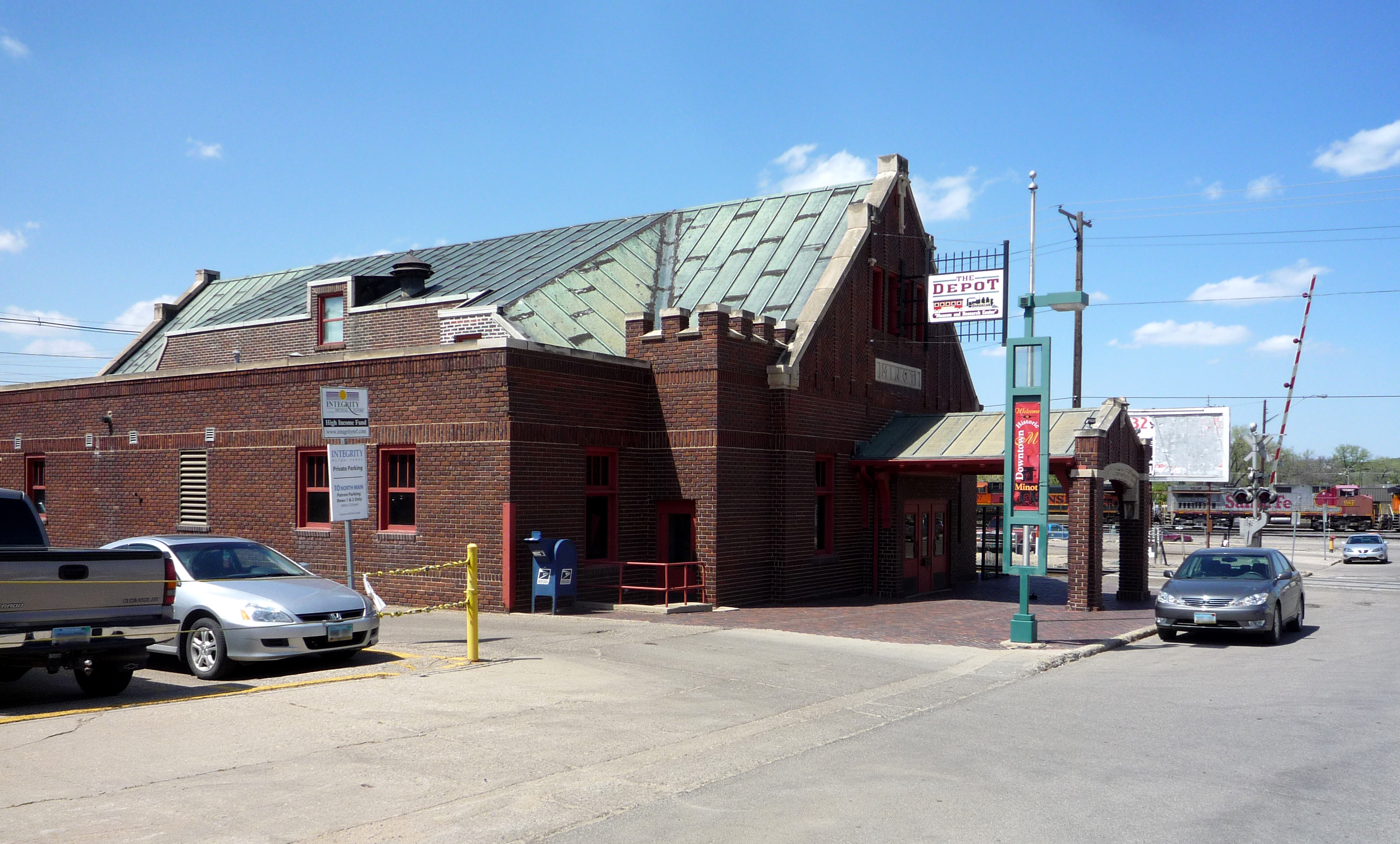
古いスー線駅交通博物館、マイノット中心街の歴史あるスー線駅（1912年建設）に入っている

1886年、ジェイムズ・J・ヒルのグレート・ノーザン鉄道建設で、ガスマン・クーリーを渡す橋桁の建設が困難だったために冬の間延伸を止めたときに、マイノットの歴史が始まった。一夜の間にテント村が作られ、「魔法」のようだったので、「魔法の都市」という渾名が付いた。それから5ヶ月の間に人口が5,000人を超えたので、この渾名にさらに箔が付いた。
この町の場所は当時の入植者エリク・ラムスタッドの土地に鉄道を敷くということで選ばれていた。ラムスタッドはその土地に対する権利を放棄するよう説得された。その後彼は市の指導者になった。
町の名前は鉄道事業家で鳥類学者、かつヒルの友人だったヘンリー・D・マイノットに因んで名付けられた。マイノットには1887年6月28日に市制が布かれた。
ミネアポリス・セント・ポール・アンド・スー・セント・マリー鉄道（スー線）がバレーシティからカナダに向かう鉄道線を建設した。当初の計画ではバーリントンでスーリス川を渡ることになっていたが、地元の利害関係から変更され、新しいルートの土地所有者が通行権を寄付したので、1893年にマイノットを通ることになった。
禁酒法時代、マイノットはアル・カポネが密造酒操作の中心としていたので、「リトル・シカゴ」という渾名も付いた。密造業者はカナダから入る違法貨物を輸送したり隠したりするために、地下トンネル網（その一部はそれ以前に加熱や配送のために造られていた）を使用した。
1950年代、マイノットの北20キロメートルにマイノット空軍基地（1956年-1957年）、南約80キロメートルのミズーリ川にガリソン・ダム（1947年-1953年）と大きな連邦政府の出資による建設工事が続いた。
1969年、スーリス川が溢れ市内に被害をもたらした。その後、アメリカ陸軍工兵司令部が市内を抜ける川筋を直線化し、洪水を制御できる構造に変えた。
2002年1月18日、市の西側で大きな列車脱線事故が起こり、市内およびバーリントンには無水アンモニアの巨大な雲が向かってきた。この有毒ガスにより市民の1人が死亡し、多くが重傷を負った。これは国内でも大きな化学関連事故の1つになった。2006年初期に、脱線した列車の所有者カナディアン・パシフィック鉄道に対する公判がミネソタ州ミネアポリスで開廷された。幾つかの訴訟は結審したが、多くは保留のままになった。この事故の無水アンモニアの漏洩としては国内最大級のものだった。事故の様子はエリック・クリンネンバーグの著書『大気のための戦い：アメリカのメディアを制御する戦闘』の中でマスメディアの失敗例として描かれている。特に地元ラジオ局は緊急時に大衆に向けて情報を発信できなかったことが挙げられた。

## 地理

### 地域
マイノットは北緯48度13分59秒 西経101度17分32秒 / 北緯48.23306度 西経101.29222度に位置する。ノースダコタ州北中部のDrift Prairieにあり、州都ビスマークからは北に約160キロメートルになる。スーリス川あるいはマウス川が町を東西に抜けている。
マイノット市が交易中心となる地域の重要都市としては、バーリントン、ベルバ、ガリソン、スタンレー、ボッティノー、ラグビーおよびニュータウンがある。
マイノット市はほとんどが陸地であり、スーリス川とそのオックスボー湖および幾つかのクリークが水域となり、水域率は0.14％に過ぎない。
市中心の川の標高は海抜474メートルである。その流域は周辺の平原よりも50メートル程低く、ノースヒルにあるマイノット国際空港の標高は523メートルである。

#### 通りの格子状配置と住所表示
市内には格子状に配置された通りが走っている。通り（ストリート）は南北に、アベニューは東西に走る。通りはメイン通りから東西にブロックごとに増加する番号で表される。同様にアベニューはセントラル・アベニューを起点に南北方向のブロックごとに増加する番号で表される。市内には4つの地区（北西、南西、南東、北東）があり、これらを用いて正確な住所表示が可能になっている。メイン通りは単純に北あるいは南と表示され、セントラル・アベニューは東または西と表示される。

#### 主要区分
スーリス川が市内を南北にほぼ2等分している。その流域は北岸と南岸の平原に迫り上がっている。この一般地形学的な区分に対する特別の名前は無い。流域は「トレスル・バレー」と呼ばれている。北岸とその北の台地は「ノースヒル」と呼ばれている。南岸とその先の台地は「サウスヒル」と呼ばれている。

## 気候
マイノットにははっきりとした四季がある。夏は暖かく冬は大変寒い。冬は−18℃以下になるのが普通であり、夏は41℃に達することもある。
|    | 1月   | 2月   | 3月  | 4月  | 5月  | 6月  | 7月  | 8月  | 9月  | 10月 | 11月 | 12月 |
| -- | ----- | ----- | ---- | ---- | ---- | ---- | ---- | ---- | ---- | ---- | ---- | ---- |
| °F | 3.2   | 11.2  | 25.6 | 36.7 | 53.2 | 75.6 | 81.2 | 80.6 | 68.4 | 55.2 | 35.0 | 23.0 |
| ℃  | −16.0 | −11.5 | −3.5 | 2.6  | 11.7 | 24.2 | 27.3 | 27.0 | 20.2 | 12.9 | 1.7  | −5.0 |

|        | 1月  | 2月  | 3月  | 4月  | 5月  | 6月  | 7月  | 8月  | 9月  | 10月 | 11月 | 12月 |
| ------ | ---- | ---- | ---- | ---- | ---- | ---- | ---- | ---- | ---- | ---- | ---- | ---- |
| インチ | .65  | .53  | 1.05 | 1.55 | 2.31 | 3.15 | 2.70 | 1.95 | 1.74 | 1.32 | .86  | .63  |
| mm     | 16.5 | 13.5 | 26.7 | 39.4 | 58.7 | 80.0 | 68.6 | 59.5 | 44.2 | 33.5 | 21.8 | 16.0 |

## 人口動態
以下は2006年国勢調査推計による人口統計データである。
| 基礎データ - 人口: 36,567人 - 世帯数: 15,520世帯 - 家族数: 9,265家族 - 人口密度: 970.4人/km2（2,513.1人/mi2） - 住居数: 16,475軒 - 住居密度: 437.2軒/km2（1,132.3軒/mi2） 人種別人口構成 - 白人: 93.18% - アフリカン・アメリカン: 1.34% - ネイティブ・アメリカン: 2.76% - アジア人: 0.62% - 太平洋諸島系: 0.07% - その他の人種: 0.59% - 混血: 1.54% - ヒスパニック・ラテン系: 1.47% 出身国別構成 - ドイツ系: 40.8% - ノルウェー系: 32.3% - アイルランド系: 8.7% - イングランド系: 5.4% - スウェーデン系: 4.2% - フランス系: 3.2% 年齢別人口構成 - 18歳未満: 23.2% - 18-24歳: 13.3% - 25-44歳: 27.4% - 45-64歳: 20.7% - 65歳以上: 15.4% - 年齢の中央値: 35歳 - 性比（女性100人あたり男性の人口） - 総人口: 93.1 - 18歳以上: 89.0 | 世帯と家族（対世帯数） - 18歳未満の子供がいる: 28.6% - 結婚・同居している夫婦: 46.6% - 未婚・離婚・死別女性が世帯主: 10.0% - 非家族世帯: 40.3% - 単身世帯: 32.5% - 65歳以上の老人1人暮らし: 12.0% - 平均構成人数 - 世帯: 2.27人 - 家族: 2.90人 収入と家計 - 収入の中央値 - 世帯: 32,218米ドル - 家族: 42,804米ドル - 性別 - 男性: 30,283米ドル - 女性: 20,023米ドル - 人口1人あたり収入: 18,011米ドル - 貧困線以下 - 対人口: 12.8% - 対家族数: 8.8% - 18歳未満: 16.0% - 65歳以上: 8.9% |

## 法と政府
2010年時点のマイノット市長は銀行家のカート・ジンベルマンである。市長として14人の委員からなる市政委員会を宰領するが、投票が賛否同数の場合にのみ投票できる。日常の管理はシティマネジャーのデイビッド・ウェインドが行っている。
マイノット市は市政委員会・マネジャー方式を採っている。14人の委員は市内7つの選挙区から4年任期で選出される。選挙は2年に1回偶数年に各選挙区から1人を選出する方式である。市長も4年任期であり、最近の選挙は2006年に行われた。市の役職者は無党派選挙で選ばれている。
ノースダコタ州の市の選挙は通常6月に州予備選挙と共に行われる。
市の指導者は保守的になる傾向があったが、近年革新派が活動し、州内の他地域よりも幾らかの成功を収めている。

### 政策
マイノットの市政には税金、財政管理および経済開発政策に関する多くの議論が含まれている。その主要問題は以下の通りである。
- 経済開発：近年、経済開発はマイノット市の重要問題になってきた。1992年に公的資金でマジック基金を創設し、企業に財政的助成金を出すようにしたが、幾つかの失敗もあって、2002年市政選挙では基金の運営が重要問題になった。
- 北西地域水供給：マイノット地域住民の間で北西地域水供給は幾らかの議論を呼んでいる問題だが、その計画がサカカウェア湖から水を汲んでマイノットで処理し、ノースダコタ州北西部に広く配分するものだったので、カナダ政府の怒りを呼んだ。マイノットの有権者は1998年に北西地域水供給の施設を建設するために1％の消費税を追加する決議を行った。この課税が裁判所で経済開発目的に充てられるので違法と裁定された。この訴訟は市を被告としており、違法な配分金を北西地域水供給基金に戻すよう命じた。この時はすでに金が使われており、市は資金を得るために市水道の特別評価法案を発する投票を行うことにした。北西地域水供給はサカカウェア湖の水位が下がり続けているので議論の余地があり、計画が完成したときに十分な水が得られない可能性がある。

## 経済

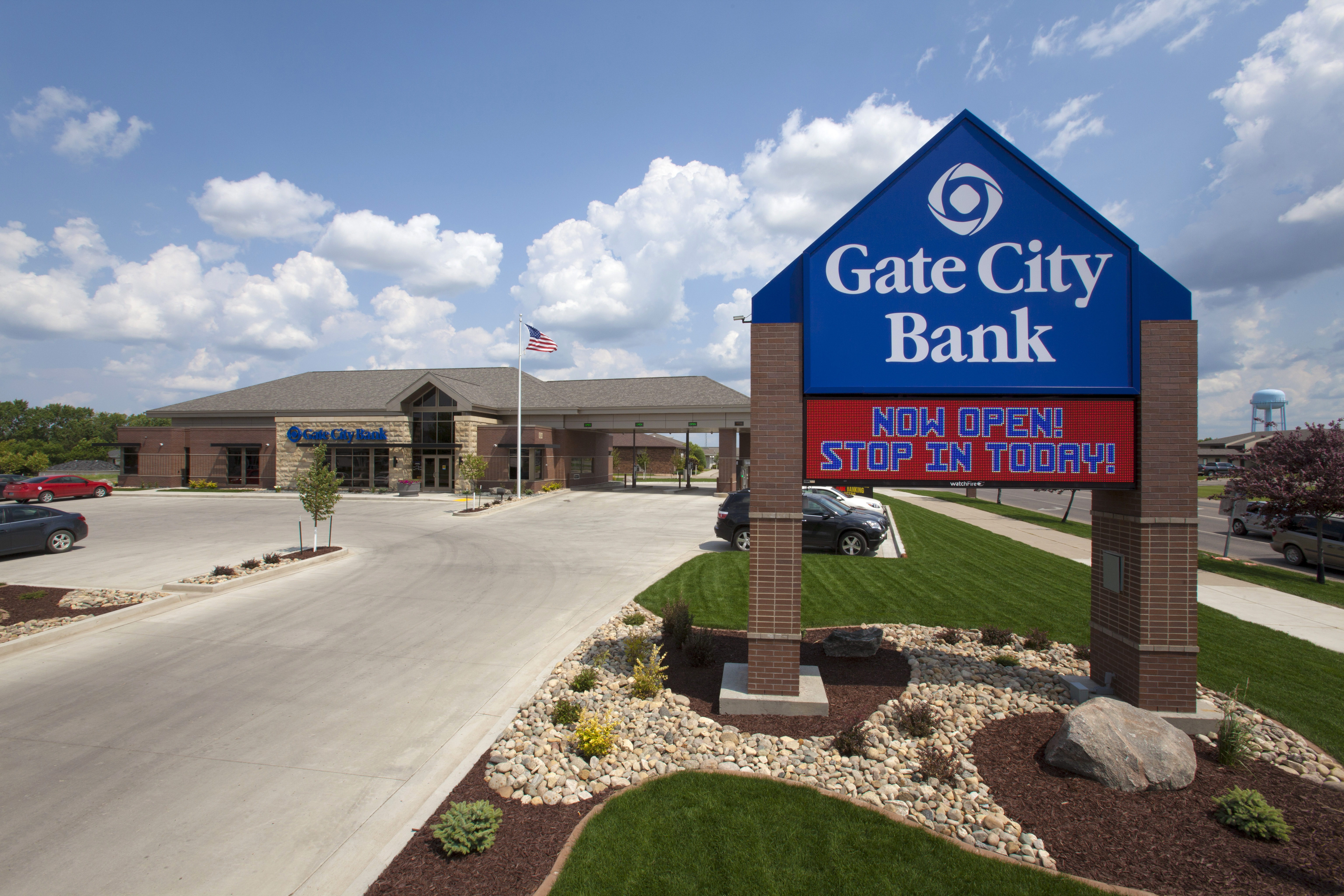
マイノットのGate City Bankダコタ・スクエア・オフィス

マイノット市の経済は町の北20キロメートルにマイノット空軍基地があることで繁栄しており、その影響が大きいために同様な大きさの他の都市よりも健全な経済である。しかし、事業資本や賃金標準と共に重要な問題に悩まされている。マイノット住民の30％は2つ以上の仕事をしており、世帯の3分の2は世帯収入の全国平均を下回る収入しか得ていない。
1998年12月にING/レリアスターがマイノットにサービスセンターを設立した。
「INGはサービスセンターの従業員がどこにも負けない顧客サービスを提供できることを示したので、その拡張場所にマイノットを選んだ。この決定はマイノットとそこに住み働く人々の力量について多くを語っていると思う」とINGファイナンシャル・サービシーズのCEOトム・マキナニーは語った。
コールドウェル銀行の家屋費比較指数では、ノースダコタ州で家を購入する人にはマイノットが最も手頃な地域としている。

## 教育
マイノット市の公共教育はマイノット公共教育学区が管轄している。学区内に小学校は10校あり、マイノット空軍基地内にも2校ある。中学校は3校ある。
高校はマイノット高校1校であり、キャンパスは2つに分かれている。マイノット中心街から東に数ブロック離れてあるのが 中央キャンパス であり、元々の高校の建物を使っている。市の南西部に新しい マジックシティ・キャンパス があり、1973年にジム・ヒル中学校の直ぐ西に建設された。マイノット高校は成人学習センターとオルタナティブ・スクールである スーリス川キャンパス も運営している。
私立学校は2つの小学校、中学高校一貫教育校1校をカトリック教会が運営しており、プロテスタント系の学校も1校ある。
マイノットには州内で3番目の規模のマイノット州立大学がある。そのキャンパスはブロードウェイの直ぐ西、ノース・ヒルの麓にある。1913年に開学されたときは2年制の師範学校だったが、1987年に4年制大学になった。

### 幼稚園と保育園
マイノット地域にある大型保育園や幼稚園の大半は地元教会との共同で運営されている。マイノット公共教育学区が準備した 就学前教育 のプログラムがある。家庭内教育者は州の登録と免許がなされている者である。

## 文化

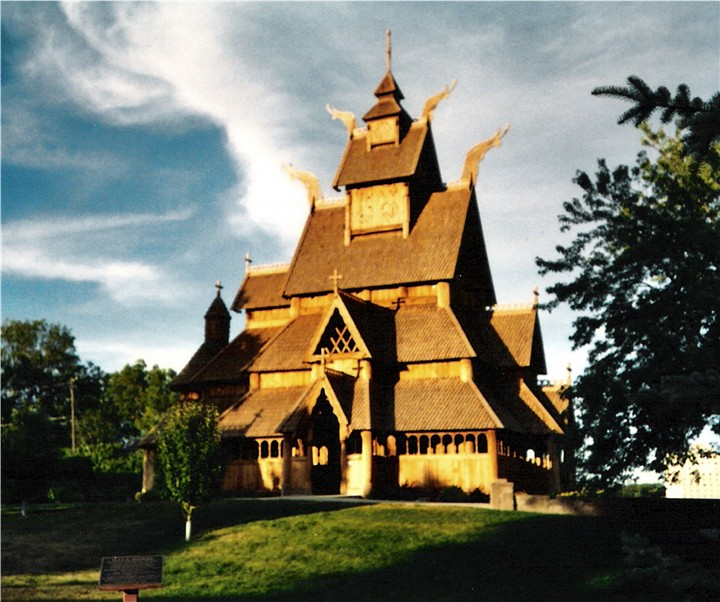
スカンディナヴィア歴史遺産公園の"スターヴ教会"。ノルウェーのゴル・スターヴ教会をモデルにしている。

マイノットが中西部にあることとその人々の言動によってかなりの大きさがあり時には華やかな芸術の社会を隠している。市内には美術館、交響楽団、オペラ劇団、市民バンド、幾つかの舞踏と劇の団体、青年の演奏組織、the AMP（音楽会場）などがあって、40以上の団体がマイノット地域芸術委員会の会員であり、他にもそのような組織は多い。
市民の40％近くがスカンディナヴィア系民族の子孫であり、1977年以降毎年10月に北アメリカで最大のスカンディナヴィア系アメリカ人の祭典である。ノルスク・ホストフェストを開催している。スカンディナヴィア歴史遺産公園が市内にある。この公園はスウェーデン、ノルウェー、デンマーク、フィンランドおよびアイスランドのスカンディナヴィア諸国から母国を回想させるものや模造品を飾っている。

### レクリエーション
マイノット公園地区が様々な施設のある17の公園を管轄している。コルベット・フィールド、退役軍人会の事務所、高校とカレッジの野球、オプティミスト・サッカー場、MAYSAアイスアリーナ、ソフトボール場8面があるサートマ施設、スーリス・バレー・ゴルフコース、それに屋内テニス場などがある。
市内最大の公園はルーズベルト公園とオーク公園である。ルーズベルト公園動物園は地域内でも上位に入る動物園である。市民公園には犬が入れない。犬のための「バーク公園」が2005年夏に開園された。
ノースダコタ州祭が毎年マイノットで開催される。レクリエーション地域のほとんど全ては長い冬の間閉鎖される。地元学校のアイスホッケーチームはフェアグラウンドにあるアイスリンクを使っている。このリンクでは夏にロデオも開催される。
アップルグローブ・ゴルフコースとスーリス・バレー・ゴルフコースがマイノット市内にあり、マイノット・カントリークラブはバーリントン近くにある。

### スポーツ
- ノースダコタ州アメリカン・リージョン野球リーグに属するマイノット・ビスタスがマイノットを本拠地にしている。
- 以前存在したマイノット・スカイロケッツはコンチネンタル・バスケットボール・アソシエーションに属するバスケットボールのチームだった。

## メディア
マイノットには幾つかの報道機関がある。地元を定期的に流しているテレビ局は2つだけである。地元密着を続けながら全国への情報発信も続けている。全国ネットワークの系列局などを含めテレビは6局を視聴できる。ラジオはAMが3局、FMが12局ある。ケーブルテレビのプロバイダーは2社ある。

### 印刷物
地元主要紙は「マイノット・デイリーニューズ」であり、毎日発行している。マイノット州立大学の学生新聞「ザ・レッド・アンド・グリーン」は夏の休暇時期を除き毎週木曜日に発行されている。モーガン・プリンティングは週3回両面印刷の小冊子「ランチ・レター」を発行している。「デイリー・ニューズ」が発行する「トレーディング・ポスト」と「ビスマーク・トリビューン」が発行する「ザ・ファインダー」は週刊の広告出版物である。「ビスマーク・トリビューン」は市内幾つかの売店で購読でき、また数は少ないが「ザ・フォーラム」を購読できる。

## 交通

### 鉄道
マイノット駅にはアムトラックの列車「エンパイア・ビルダー」が毎日停車する。この駅では20分間停車し、燃料補給と乗務員の交代を行う。西行きは午前9時頃に、東行きは午後10時頃に到着する。
グレート・ノーザン鉄道は現在BNSF鉄道の一部であり、スー線はカナディアン・パシフィック鉄道が運行している。

### 道路
アメリカ国道2号線、52号線および93号線が市内を通っている。
アメリカ国道2号線は東西に走っており、マイノットから東のグランドフォークスまでは4車線、西のウィリストンまでは大部分2車線である。2004年2月に4車線に拡幅されることが報告された。
アメリカ国道83号線は市中心を南北に走っており、市内はブロードウェイになっている。市内から南のビスマークまでと北の空軍基地までは4車線である。空軍基地のメインゲートの直ぐ北で2車線に減じ、ウェストホープでカナダ国境を越え、マニトバ州道83号線になる。
アメリカ国道52号線は南東から北西に抜けている。マイノットから南東はジェイムズタウンまでやや遠回りの経路を辿り、そこで州間高速道路94号線と合流し、真東のファーゴに向かう。マイノットから北西はポータルでカナダ国境を越え、サスカチュワン州道39号線になる。
マイノット市内の南と西にはこれら道路のバイパス道がある。

### 空港
マイノット国際空港を利用してノースウエスト航空が日に3便、繁忙期は日に4便を運航している（運航はデルタ航空）。1990年代初期までデンバーを本拠とするフロンティア航空とこれを引き継いだコンチネンタル航空が運航しており、1994年には再度短期間だが新生フロンティア航空が運航した。空港当局は常にノースウエスト航空など航空会社から便の追加を求めているが、これまでのところ実を結んでいない。2010年6月9日、ユナイテッド航空の提携社スカイウェスト航空が50席ボンバルディア CRJ機を使いデンバーとの間に1日2往復の運航を始めた。

### 市内交通
都市間や地域内輸送は自動車の利用が多い。マイノット市交通局がウィークデイに限定的定期便を、スーリス・ベイスン交通が時宜に応じて柔軟経路田園便を運航させている。マイノット高齢者輸送委員会が高齢者と障害者のための輸送サービスを行い、これは連邦政府のガイドラインに沿っているが、24時間以上前の予約が必要である。
市内の歩行者優先主義は幾つかの要因で疎外されている。歩道のネットワークは改良されているが、まだ多くの地点でお粗末なままである。車の運転者は印のある横断歩道を除いて優先されており、主要地点は比較的距離があったり坂道があったりして分断されている。通りや歩道でのスケートボード乗りは違法であり、ローラーブレードは中心街土地所有者によって一般に禁止されている。

## 見どころ

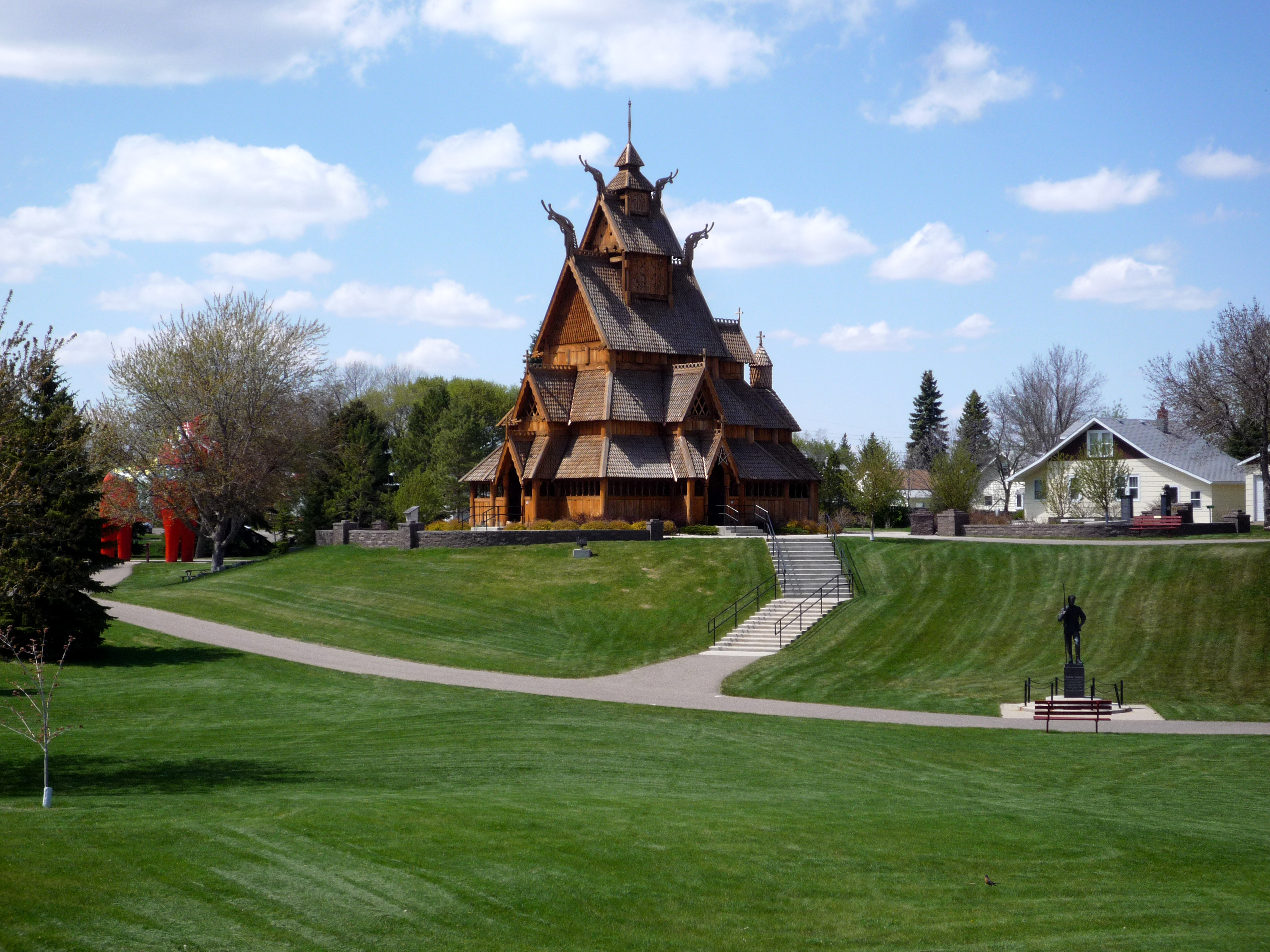
スカンディナヴィア歴史遺産公園

- ダコタ準州航空博物館、空港近くの航空機博物館、戦時や民間の多くの航空機を収めている
- スカンディナヴィア歴史遺産公園、マイノット観光案内所があり、スカンディナヴィアの建築様式に基づいた建物がある
- パイオニア・ビレッジ、州祭会場、開拓時代の建物を集めている
- ノースダコタ州祭センター、州祭会場、ノースダコタ州祭、ノルスク・ホストフェスト、ビッグワン・クラフトショー、KMOT Ag展示会、およびグレート・トマト祭など市の大きな行事を開催している、ロデオやカレッジのホッケー試合もある。
- ルーズベルト公園と動物園
- マイノット・クラシファイド、無料販売サイト

## 著名な住人
- ニコール・ボラド - America's Next Top Model, Cycle 3 の参加者
- ロニー・ブラッドフォード - NFLアメリカンフットボールの元選手 player
- デイル・ブラウン - ルイジアナ州立大学バスケットボールの元コーチ
- ゲーリー・シーダーストローム - MLBの審判
- ジョシュ・デュアメル - エミー賞を受賞した俳優、元男性モデル、ブラック・アイド・ピーズのファーギーと結婚した
- ハンス・アンダーセン・フォス - ノルウェー系アメリカ人、著作家、新聞編集者、禁酒運動指導者
- ランディ・ヘドバーグ - NFLの元選手、マイノット州立大学でアメリカンフットボールのコーチ
- ジョン・ホーブン - ノースダコタ州知事
- デイビッド・チャールズ・ジョーンズ - アメリカ空軍将軍、元アメリカ統合参謀本部議長 (1978年-1982年)
- ブラインヒルド・ホーランド - ノースダコタ州共和党の政治家
- ボリス・カーロフ - 俳優、1931年の映画フランケンシュタインなどに出演
- マイケル・H・ミラー - アメリカ海軍将官
- ヘロー・ムスタファ - アメリカ合衆国の外交官、ジョセフ・バイデン副大統領の中東担当首席補佐官
- ラグンバルド・A・ネストス - 元ノースダコタ州知事
- キャスパー・オイモーン - スキージャンプ競技チャンピオン
- エリク・ラムスタッド - マイノット市設立者の一人
- グレグ・レイマー - ワールドシリーズオブポーカー2004年の優勝者
- ドニー・シャッツ - ワールド・オブ・アウトローズのチャンピオン
- ウィズ・カリファ - ラッパー
- ダグニー・ナットソン - 水泳選手

### 姉妹都市
マイノット市は ノルウェーのシーエン市と姉妹都市関係を続けている。
また約480キロメートル北西のカナダのサスカチェワン州ムースジョーとも姉妹都市を結んでいる。両市はその大きさ、川に対する位置、歴史的な起源および空軍基地があることなど多くの共通項をもっている。